# Ludwig Burgemeister
Ludwig Burgemeister (* 19. Oktober 1863 in St. Johann (Saar); † 13. Februar 1932) war ein deutscher Architekt, Baubeamter und Denkmalpfleger.

## Leben
Ludwig Burgemeister war ein Sohn des Maurermeisters und Architekten Christian Burgemeister und dessen Ehefrau Lina Burgemeister geb. Gottlieb. Er besuchte das königliche Gymnasium Saarbrücken, wo er 1883 die Reifeprüfung ablegte. Danach studierte er an der Technischen Hochschule (Berlin-)Charlottenburg neun Semester Architektur und legte im Februar 1888 das Erste Staatsexamen ab. Am 5. März 1888 erfolgte seine Vereidigung als Regierungsbauführer (Referendar) in Saarbrücken, doch schob er vor Aufnahme seiner Tätigkeit erst seinen Militärdienst als Einjährig-Freiwilliger ein, den er ab April 1888 beim 8. Rheinischen Infanterie-Regiment Nr. 70 in Saarbrücken ableistete. Danach war er im staatlichen Ausbildungsdienst im Regierungsbezirk Trier tätig. Vor allem war er dabei in den Neubau des Gymnasiums in Saarbrücken eingebunden. Das Zweite Staatsexamen legte er am 28. Februar 1893 ab. Er erhielt eine Stelle als Regierungsbaumeister (Assessor) im technischen Büro der Hochbauabteilung des preußischen Ministeriums der öffentlichen Arbeiten in Berlin. Seine Tätigkeit dort wurde durch eine Studienreise nach Italien unterbrochen, die er durch eine Staatsprämie finanzieren konnte, die er anlässlich des Zweiten Staatsexamens erhalten hatte.
Zu Beginn des Jahres 1895 wurde er nach Breslau versetzt, wo er am 16. November 1895 Wally Busse heiratete, mit der er die Tochter Elsa bekam. Burgemeister promovierte am 12. September 1901 mit der Arbeit Die Jesuitenkunst in Breslau, insbesondere die Matthiaskirche und das Universitätsgebäude Breslau zum Dr. phil. in Kunstgeschichte. 1902 wurde er zum Königlichen Landbauinspektor ernannt. Nachdem der erste schlesische Provinzialkonservator Hans Lutsch nach Berlin berufen worden war, wurde Burgemeister 1905 dessen Nachfolger. 1909 wurde er zum Königlichen Baurat und 1912 zum Königlichen Regierungs- und Baurat befördert.
In der Zeit von 1909 bis zum 1. Oktober 1915 versah er die Geschäfte des Königlichen Hochbauamts Strehlen, im Ersten Weltkrieg außerdem die des Hochbauamts Breslau I. Am 1. April 1917 schied er aus dem Staatsdienst aus und wurde Landesbaurat bei der Hochbauabteilung der Provinzialverwaltung der Provinz Schlesien. Zugleich blieb er Provinzialkonservator. Er erhielt mehrere Orden und wurde am 5. Mai 1922 zum auswärtigen Mitglied der Preußischen Akademie des Bauwesens in Berlin ernannt. Ferner war Burgemeister Vorsitzender des Sachverständigenbeirats der städtischen Baupolizei, Vorstandsmitglied des Vereins für Geschichte und Alterthum Schlesiens Mitglied des Kuratoriums des Breslauer Museums der bildenden Künste, Vorstandsmitglied der Historischen Kommission für Schlesien und zweiter Vorsitzender des Schlesischen Bundes für Heimatschutz.
Am 1. April 1929 wurde er pensioniert; er blieb jedoch bis zu seinem Tod Provinzialkonservator. Nachfolger wurde der Kunsthistoriker Günther Grundmann. Burgemeisters berufliches Leben wies laut dem Nachruf seines Nachfolgers drei bedeutende Inhalte auf: seine Bauten, seine Publikationen und seine denkmalpflegerische Tätigkeit.

### Bauten
Burgemeister schuf ausschließlich Behördenbauten; in den Jahren 1895 bis 1903 waren dies vor allem Hochschulerweiterungen, die meist schon von anderer Hand, so zum Beispiel von Georg Thür, geplant waren oder sich an bereits bestehenden Gebäudeteilen zu orientieren hatten. Von 1904 bis 1911 wurde die Technische Hochschule Breslau nach Burgemeisters Plänen im Neorenaissancestil errichtet. Sie gilt als eines seiner Hauptwerke.
Danach hatte Burgemeister einen Entwurf für den Neubau des landwirtschaftlichen Instituts der Universität in der Breslauer Hansastraße auszuarbeiten. Von 1913 bis 1916 wurden dessen Flügelbauten errichtet; der Mittelbau folgte erst später und entsprach nicht mehr Burgemeisters ursprünglichen Plänen. Burgemeister war auch in die Planung des Oberpräsidialdienstgebäudes am Neumarkt involviert; der Entwurf ging aber großenteils auf Baurat Loewe zurück.
Burgemeister kümmerte sich um Um- und Ausbauten der Heil- und Pflegeanstalt Plagwitz sowie um den Neubau von Pflegewohnhäusern für die Provinzialanstalten in Leubus, Bunzlau, Plagwitz und Lüben. Er entwarf eine Turnhalle für die Provinzial-Fürsorgeanstalt Wohlau, den Neubau des sogenannten Krüppelheims mit Werkstättengebäude und des Direktorenwohnhauses in Rothenburg sowie ein ehemaliges Altersheim für Namslau (heute eine Grundschule mit zweisprachigen Abteilungen). Auch das Kindergenesungsheim in Jannowitz, das von 1928 bis 1931 errichtet wurde, geht auf Pläne Burgemeisters zurück, wurde jedoch in sparsamerer Gestalt als ursprünglich vorgesehen verwirklicht.

### Denkmalpflege
Burgemeister war von 1905 bis 1932 Provinzialkonservator der Provinz Schlesien, das als erste Provinz Preußens denkmalpflegerische Bemühungen unternahm. So wurde dort eine Provinzialkommission zur Erhaltung und Erforschung der vorhandenen Kunstdenkmäler gegründet und in den Jahren 1886 bis 1894 wurde das Verzeichnis der Kunstdenkmäler Schlesiens herausgegeben. Der Registerband, an dem Burgemeister noch unter Hans Lutsch mitgearbeitet hatte, erschien erst 1903, ebenso das Bilderwerk der schlesischen Kunstdenkmäler, an dem Burgemeister ebenfalls beteiligt war. Ab 1905 war er für den weiteren Aufbau der schlesischen Denkmalpflege verantwortlich.
Während der Zeit des Ersten Weltkriegs hatte er darüber hinaus noch die Sonderaufgabe, bei der Beschlagnahmung von Glocken, die zu Rüstungszwecken eingeschmolzen werden sollten, zu beraten. Er konnte in dieser Eigenschaft etliche künstlerisch wertvolle Glocken retten.
Ferner hatte Burgemeister die Neuherausgabe des Verzeichnisses der Kunstdenkmäler Schlesiens in die Wege zu leiten, da Lutschs erstes Inventar in seiner Amtszeit bereits als veraltet und unvollständig gelten musste. Diese Arbeit war bei weitem nicht abgeschlossen, als Burgemeister starb.
Auf Ludwig Burgemeister ging auch das Bildarchiv des Provinzialkonservators mit über 10.000 Fotos zurück.

### Publikationen
Burgemeister konzentrierte sich in seiner wissenschaftlichen Arbeit auf die Erforschung der Kunstdenkmäler in Schlesien. Neben Architekturgeschichtlichem interessierten ihn insbesondere die schlesischen Orgeln sowie die Blockholzkirchen. Er veröffentlichte neben seiner Dissertation mehrere Bücher:
- Die Holzkirchen und Holztürme der preußischen Ostprovinzen, Schlesien, Posen, Ostpreußen, Westpreußen, Brandenburg und Pommern. Aufgenommen und gezeichnet von Ernst Wiggert und Ludwig Burgemeister. Berlin 1905, urn:nbn:de:gbv:9-g-5276350
- Das Breslauer Rathaus. Geschichtliche und bauliche Beschreibung. (mit Lichtbildaufnahmen von Heinrich Götz) Breslau 1913.
- Die gesetzlichen und behördlichen Vorschriften über Denkmalpflege. (herausgegeben von der Provinzial-Kommission zur Erhaltung und Erforschung der Kunstdenkmäler) Breslau 1913.
- Das Bürgerhaus in Schlesien. Berlin 1921.
- Der Orgelbau in Schlesien. Straßburg 1925. (= Studien zur deutschen Kunstgeschichte, H. 230.)

Ferner schrieb Burgemeister zahlreiche Aufsätze, unter anderem:
- Die Matthiaskirche in Breslau. In: Centralblatt der Bauverwaltung, 19. Jahrgang 1899, S. 563–566 (Digitalisat)
- Die ehemalige kaiserliche Burg in Breslau. In: Zeitschrift des Vereins für Geschichte Schlesiens, Jahrgang 1902, S. 36.
- Schlesische Rathäuser. In: Bunte Bilder aus dem Schlesierlande. Band 2, 1903.
- Das ehemalige Jacobkloster auf der Sandinsel zu Breslau. In: Zeitschrift des Vereins für Geschichte Schlesiens, Jahrgang 1903, S. 37.
- Das Haus zur goldenen Krone. In: Schlesiens Vorzeit, Neue Folge, Band 3, 1904.
- Die Hedwigskirche und das Schloß in Brieg. In: Schlesien 2, 1908/9, S. 249–256
- Vom Brieger Piastenschloß. In: Schlesische Heimatblätter 4, 1910/11
- Das Universitätsgebäude und die Matthiaskirche. In: Erinnerungsblätter zum 100jährigen Jubiläum der Universität Breslau. Breslau 1911.
- Schlesische Holzkirchen. In: Schlesien 5, 1911/12, Nr. 15, S. 409–411 (Digitalisat)
- Die Hochbergsche Kapelle bei der Vinzenzkirche. In: Schlesiens Vorzeit, Neue Folge, Band 6, 1912.
- Schlesische Kunst. In: Schlesische Landeskunde, 2. Band, 1913.
- Städte und Burgen. In: Schlesien in Farbenphotographie, Band 2, 1924.
- Die katholische Pfarrkirche in Rothsürben. In: Schlesische Monatshefte 1, 1924, S. 145–151.
- Die Orgeln der ev. Pfarrkirche zu St. Maria-Magdalena in Breslau. In: Schlesiens Vorzeit, Neue Folge, Band 8, 1924.
- Das altertümliche Breslau. In: Grenzgau 2, 1925, H. 11, S. 27–33
- Breslaus Wohnungswesen in alter Zeit. In: Die Wohnungswirtschaft der Stadt Breslau. Denkschrift des Magistrats Breslau. Breslau 1927.
- Baugeschichte des Schlosses Falkenberg. In: Geschichte der Herrschaft Falkenberg in Oberschlesien. Falkenberg 1929.
- Johann Christian Valentin Schultze (Schulz). In: Bericht des Provinzialkonservators der Kunstdenkmäler der Provinz Niederschlesien, Neue Folge, Band 2, 1927/29.

Auch in Tageszeitungen, insbesondere in der Schlesischen Zeitung, veröffentlichte Burgemeister zahlreiche Artikel.